# SN 1989ab
SN 1989ab – supernowa odkryta 6 lipca 1989 roku w galaktyce A183824+3258. W momencie odkrycia miała maksymalną jasność 18,00m.